# Zespół Filmowy „Pryzmat”
Zespół Filmowy „Pryzmat” (ZF „Pryzmat”) – polska państwowa wytwórnia filmowa powstała 1 stycznia 1972 roku, a rozwiązana w roku 1978.
Zespół zajmował się produkcją filmów fabularnych. Kierownikiem artystycznym był Aleksander Ścibor-Rylski, a kierownikiem literackim Tadeusz Konwicki.

## Produkcje studia
| - Z tamtej strony tęczy - Wyspy Szczęśliwe - Poszukiwany, poszukiwana - Opętanie - Na krawędzi - Dama pikowa - Kaprysy Łazarza - Jezioro osobliwości - Fortuna - Dziewczyny do wzięcia - Ballada o ścinaniu drzewa - Zasieki - Wniebowzięci - Śledztwo - Stacja Bezsenność - Sobie król - Poprzez piąty wymiar - Pies - Padalce | - To ja zabiłem - S.O.S. - Pójdziesz ponad sadem - Opowieść w czerwieni - Nie ma róży bez ognia - Koniec babiego lata - Karino - Ile jest życia - Głowy pełne gwiazd - Dwoje bliskich obcych ludzi - Cień tamtej wiosny - Chleba naszego powszedniego - Awans - Żelazna obroża - Zawiłości uczuć - Wyjazd służbowy - Niespotykanie spokojny człowiek - Mazepa - Dulscy - Dom moich synów - Doktor Judym - Beniamiszek | - Zielone – minione... - Za rok, za dzień, za chwilę... - Wielki układ - Polskie drogi (1976-1977) - Noc w wielkim mieście - Krótkie życie - Karino - Dagny - Con amore - Brunet wieczorową porą - Sam na sam - Palace Hotel - Około północy - Lalka (serial tv) - Indeks - Granica - Dziewczyna i chłopak (serial tv) - Rodzina Połanieckich (serial tv) - Znaki zodiaku - Próba ognia i wody - Hallo Szpicbródka, czyli ostatni występ króla kasiarzy - Co mi zrobisz, jak mnie złapiesz |